# Hermann Stangefol
Hermann Fley gen. Stangefol (* 1575 in Schwerte; † um 1655) war katholischer Priester, besaß das Lizenziat der Theologie, hatte den Rang eines Apostolischen Protonotars und war als Kanoniker Mitglied des Kapitels der Kirche St. Aposteln in Köln. Er wirkte vor allem als Historiker, wobei er von 1639 bis 1641 Rektor der Universität zu Köln vorstand.
Von ihm stammt das vierbändige Werk Annales Circuli Westphalici mit einer Beschreibung Westfalens und seiner Geschichte von den frühmittelalterlichen Anfängen bis 1654. Stangefols, so Leopold Schütte, niveauvollen und von Dietrich von Steinen zu Unrecht häufig geschmähten Annales zeichnen sich „nicht zuletzt durch sehr genaue Quellenangaben“ aus und sind „schon aus diesem Grund von allzu herber Kritik salviert“. Darin zitiert Stangefol oft Albert Krantz, Gerhard Kleinsorgen, David Chytraeus, Detmar Mülher, Heinrich von Hövel. Bemerkenswerterweise fehlen der Lutheraner Hermann Hamelmann und der Mönch Bernhard Witte mit seiner vor 1520 verfassten, aber erst 1788 gedruckten Historia antiquae occidentalis Saxoniae seu nunc Westphaliae.

## Schriften
- Annales circuli Westphalici, hoc est Opus Chronologicum Et Historicum rerum omnium, maxime notabilium sub hoc circulo gestarum, a Christo nato ad annum MDCLVI deductum et in IV partes distinctum. Köln 1656: versch. Drucker (4 Bände) [Digitalisat: Universitäts- und Landesbibliothek Münster 2011][3]